# Gustav Zander

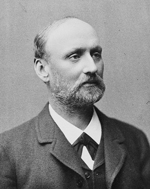
Gustaf Zander, ca. 1890

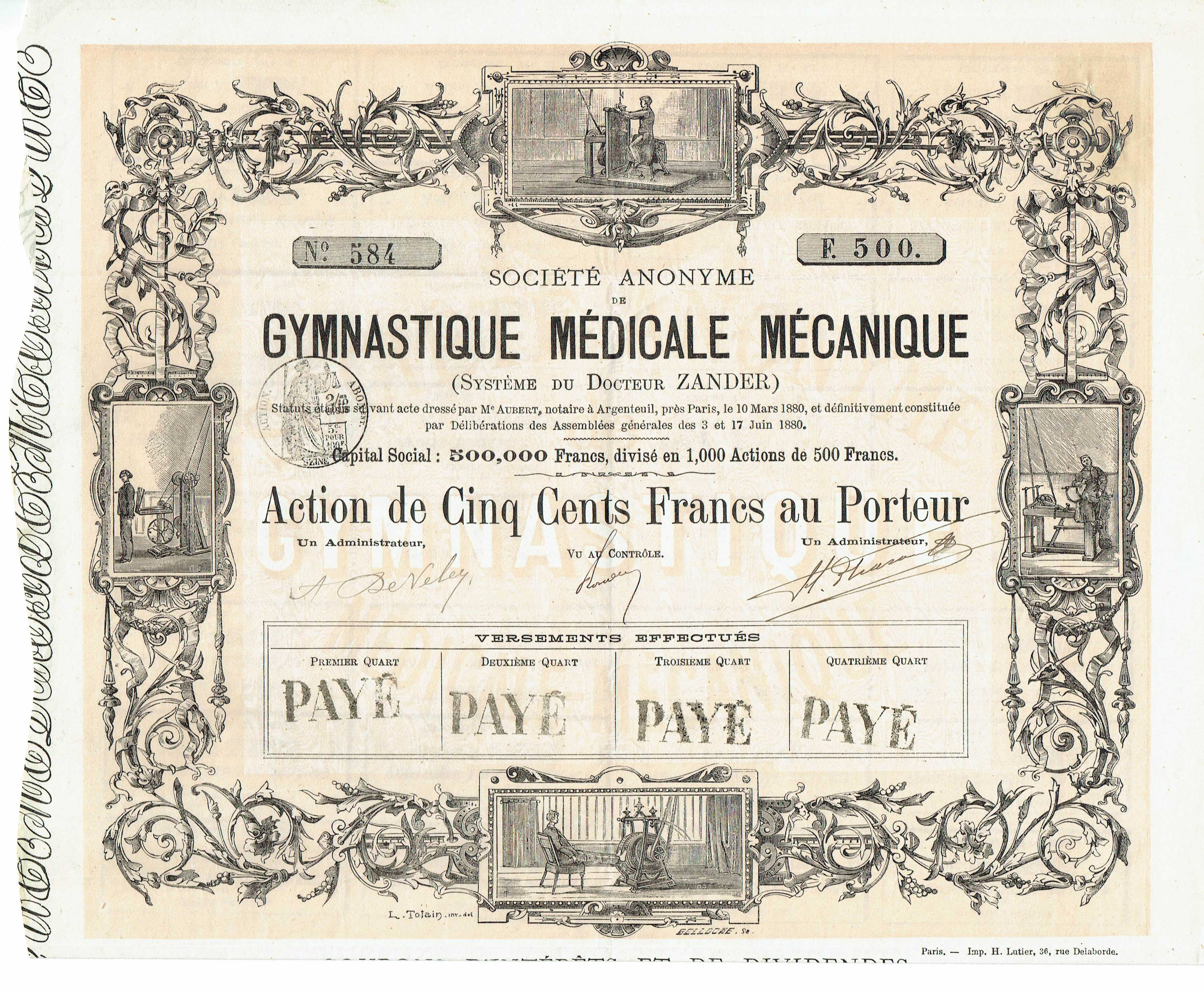
Aktie der S.A. de Gymnastique Médicale Mécanique (Système du Docteur Zander) vom 17. Juni 1880 mit Darstellung verschiedener „Zanderapparate“

Jonas Gustaf Vilhelm Zander und deutsch auch Gustav Zander (* 29. März 1835 in Stockholm; † 17. Juni 1920 ebenda) war ein schwedischer Arzt und Physiotherapeut. Er entwickelte in den 1850er Jahren ein System heilgymnastischer Geräte und die Medico-mechanische Therapie. Zander ist Vorbild der heutigen apparategestützten Trainingstherapien und damit einer der Begründer der modernen Sport- und Wellnessmedizin.

## Leben
Nach dem Besuch der Grundschule Klara skola und des Gymnasiums in Stockholm begann Zander 1855 ein Studium an der Universität Uppsala und legte sein Kandidatexamen 1860 ab. Nach seiner Approbation als Arzt am Karolinska Institutet im Jahr 1864 gründete er in Stockholm zunächst eine Lehranstalt zur praktischen Erprobung seiner Geräte, die ab 1877 industriell hergestellt wurden, nach ersten Erfolgen sein erstes „Medico-Mechanisches Institut“. Wenige Jahre später wurde ein zweites Zander-Institut in London eröffnet und 1880 reiste Zander nach New York, um in der Nähe des Central Parks sein drittes Institut zu gründen. Weitere Einrichtungen folgten in ganz Europa. So gab es in Deutschland zeitweise bis zu 79 „Zander-Institute“. Zander wurde außerdem 1896 als Mitglied in die Königlich Schwedische Akademie der Wissenschaften aufgenommen.
In Deutschland wurde der Begriff der „Zanderei“ verwendet.
Durch die Folgen des Ersten Weltkriegs wurden die Zanderinstitute vor allem in der Rehabilitation von Kriegsversehrten verwendet. Durch diesen Imageverlust und die folgende Weltwirtschaftskrise (1930er Jahre) gerieten Zander und seine Therapie völlig außer Mode, sodass sie nicht weiterentwickelt wurde. Erst seit den 1980er Jahren findet seine Therapie eine Wiederbelebung in Fitnessstudios.

## Werke
- Mechanical Exercise: A Means of Cure. London 1883
- Die Apparate für mechanisch-heilgymnastische Behandlung und deren Anwendung. 1893